# 维多利亚·桑德尔·斯文松
维多利亚·桑德尔·斯文松（瑞典語：Victoria Sandell Svensson，1977年5月18日—），瑞典女子足球运动员。她曾代表瑞典参加1999年、2003年和2007年国际足联女子世界杯。她也曾参加2000年、2004年和2008年夏季奥林匹克运动会。